# Пјацо (Торино)
Пјацо је насеље у Италији у округу Торино, региону Пијемонт.
Према процени из 2011. у насељу је живело 321 становника. Насеље се налази на надморској висини од 348 м.